# Iktaba
Iktaba, en arabe : إكتابا, est un village du gouvernorat de Tulkarem en Palestine, au nord-ouest de la Cisjordanie. Il est situé à 4 kilomètres au nord-est de Tulkarem. Selon le recensement du Bureau central palestinien des statistiques, la localité compte une population de 2 997 habitants en 2017.